# 受胎告知 (マソリーノ)
『受胎告知』(じゅたいこくち、伊: Annunciazione）は、イタリアのゴシック期の画家、マソリーノが1423-1424年頃、または1427-1428年頃に制作した板上のテンペラ画である。ワシントンD.C.のナショナル・ギャラリーの収集にある。

## 歴史
作品は、フィレンツェのサン・ニッコロ・オルトラルノ教会の左側の壁にあるグアルディーニ礼拝堂の祭壇のために描かれた。作品がブランカッチ礼拝堂（マソリーノが1424年から1425年までフレスコ画を制作していた場所）の前に描かれたのか、それとも後に描かれたのかはわかっていない。作品の制作年は、マソリーノが遠近法を使用する能力の問題と関連している。マソリーノは独力で、またはブランカッチ礼拝堂の協力者、マサッチオの助けを借りて、遠近法を開発した可能性がある。
1567年に本作は別の礼拝堂に移され、1576年にアレッサンドロ・フェイによって描かれたより新しい『受胎告知』の絵画に置き換えられた後、教会の聖具室に置かれた。作品は、19世紀の初めごろまで教会に残っていた。作品が教会から行方不明になったことは、ジョルジョ・ヴァザーリの『画家・彫刻家・建築家列伝』の1832-1838年版における編集者のコメント、そして出版されなかったトンマーゾ・プッチーニのメモによってのみ言及された。その後、本作はフィレンツェから、おそらくウィームズ伯爵のフランシス・ダグラスによってスコットランドのゴスフォード・ハウスに売却され、イタリアを去った。作品は以降、遺産相続されていたが、1915年にロンドンで古美術愛好家のロバート・ラングトン・ダグラスにより発見され、ダグラスは1916年にニューヨークのヘンリー・ゴールドマンに作品を譲渡した。 1937年4月26日、作品はピッツバーグのA.W.メロン教育・慈善信託に購入され、ワシントンD.C.のナショナル・ギャラリーに寄贈された。

## 概要と様式
『受胎告知』は、14世紀の受胎告知の図像（シモーネ・マルティーニの『聖マルガリータと聖アンサヌスのいる受胎告知』がその一例）から15世紀のルネサンスの受胎告知の図像への移行を示している。本作は繊細で装飾的な場面となっており、正確な色彩による効果を有している。マソリーノは、金色の背景ではなく、家具のある部屋に場面を設定している。そして、場面を2つに分割する中央の柱により、伝統的な分離しているパネルを想起させる。
遠近法によるアーチの構造は、絵画の背景にあるドアに向けて鑑賞者の視線を誘うことになる。ただし、この効果は現実的というよりも装飾的であり、曖昧なものを生んでいる。たとえば、柱と天井の接合がそうである。柱の基部は前景にあるように見えるが、柱頭部分はもっと後方にあるように見える。2人の人物は建築の空間内にいるようには見えず、単に空間に対して並置されているように見える 。
天使は豪華な服を着て、聖母マリアへの畏敬の念のしるしとして腕を組んだ状態にしている。聖母は玉座に座り、自身のアトリビュートの、実現する経典の象徴である本を手に持っている。神の光が聖母の上の天井を照らしているとき、聖母は主から自身に委ねられた依頼を手ぶりで受け入れているようである。
マソリーノの人物像は、国際ゴシック様式の明瞭で、動きのある線が特徴の布のマントを身に着けたエレガントな貴族の人物像である。先細りの指はマソリーノの典型であり、空気のようで非現実的である。

## 同様の作品

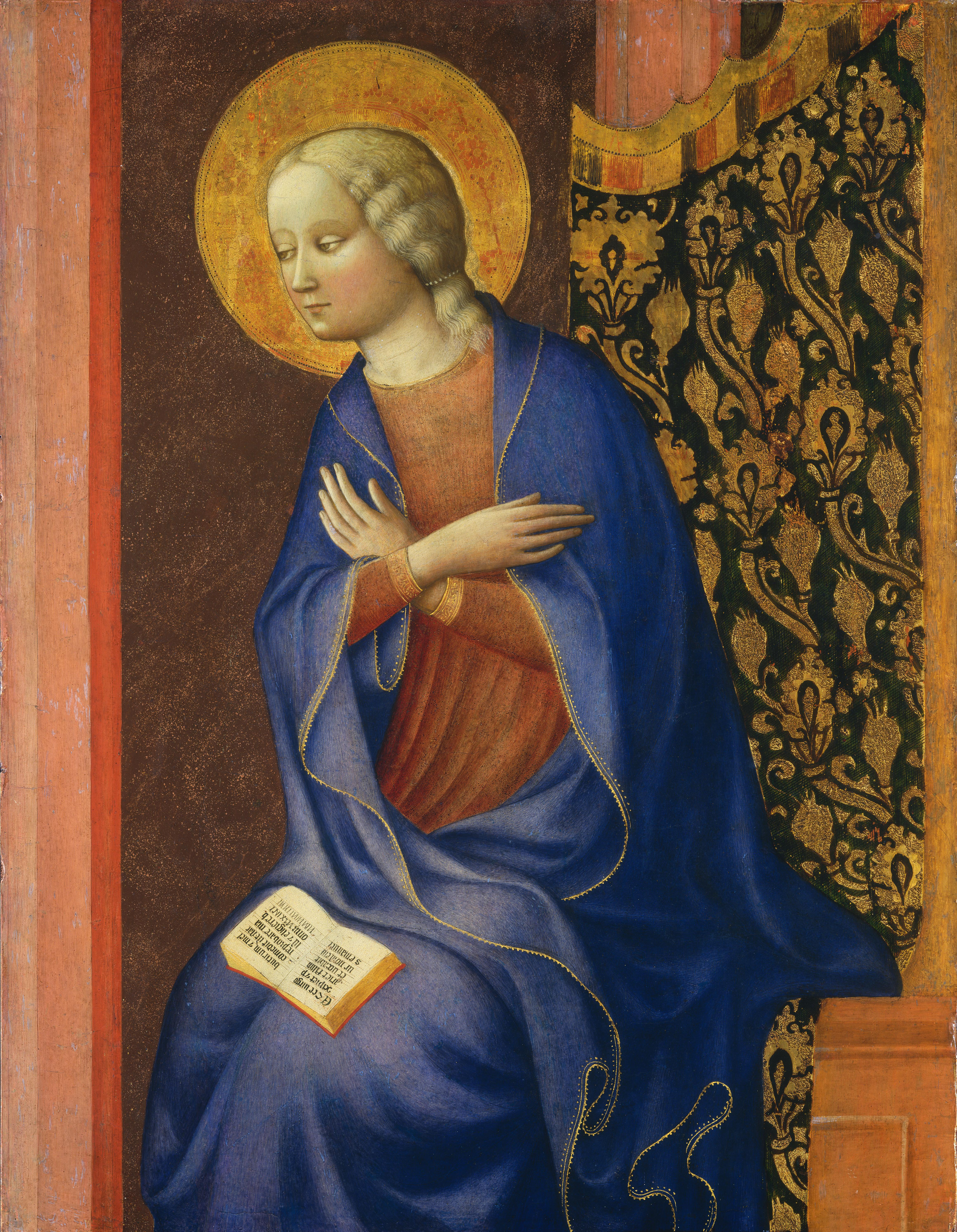
マソリーノ『受胎告知の聖母』(1400年代初頭)、ナショナル・ギャラリー (ワシントン)

マソリーノは、パニカーレでの画業の早い段階でもう1点の『受胎告知』を制作し、さらにもう1点の、今は断片化となっている『受胎告知』を制作した。後者は天使と聖母の2つのパネルで構成され、知られていない時期に破壊されてしまった。どちらもワシントンのナショナルギャラリーに保管されている。後者の作品は、天使の横顔を示しており、制作年は1430年頃である。
マソリーノによるこれらの作品は、現在プラド美術館にある『受胎告知』含む3点の一連の作品で、15世紀に受胎告知の主題に革命をもたらしたフラ・アンジェリコに影響を与えることになった。